# ريتشارد بونينج
ريتشارد بونينج بالإنجليزية Richard Bonynge (و. 29 سبتمبر 1930) مايسترو أسترالي.
درس البيانو في سيدني ولندن وعمل مدرب وعازف مصاحب قبل زواجه من السوبرانو جوان سازرلاند عام 1954. ساعدها في تطوير درجة صوت عالي وإعداد أدوار بل كانتو جعلتها مشهورة، من الستينات حتى تقاعدها عام 1990، كان غالبا يقود العروض التي كانت تغني فيها حيث كانت تؤدي دور البريمادونا. قدم الاثنان تسجيلات أوبرالية عديدة معا وركزوا على الأعمال المنسية من القرن ال19. كان يمتلك طلاقة رائعة وتذوق لبرنامج حفلات موسيقى القرن ال19 خاصة الباليه الذي سجل الكثير من عروضه.

## وصلات خارجية
- ريتشارد بونينج على موقع IMDb (الإنجليزية)
- ريتشارد بونينج على موقع الموسوعة البريطانية (الإنجليزية)
- ريتشارد بونينج على موقع ميوزك برينز (الإنجليزية)
- ريتشارد بونينج على موقع أول ميوزيك (الإنجليزية)
- ريتشارد بونينج على موقع ديسكوغز (الإنجليزية)
- ريتشارد بونينج على موقع قاعدة بيانات الفيلم (الإنجليزية)

1. ↑  Internet Movie Database (بالإنجليزية), QID:Q37312
2. ↑  NPR Encylopedia of Classical Music